# هرم باسكال

في الرياضيات، هرم باسكال (بالإنجليزية: Pascal's pyramid)‏ هو ترتيب ثلاثي الأبعاد للأعداد الثلاثية وهي معاملات المبرهنة الثلاثية و التوزيع ثلاثي الحدود. هرم باسكال هو نظير ثلاثي الأبعاد لمثلث باسكال ثنائي الأبعاد، والذي يحتوي على الأعداد الثنائية و يرتبط بالمبرهنة الثنائية والتوزيع ثنائي الحدين.
سمي هذا الهرم هكذا نسبة إلى عالم الرياضيات الفرنسي بليز باسكال.

## المعاملات الثلاثية

### تقديمها وأهميتها
المعاملات الثلاثية تكتب على الشكل {\displaystyle {n \choose i,j,k}} حيث {\displaystyle (i,j,k)} مثلوث أعداد صحيحة طبيعية (موجبة) و {\displaystyle n=i+j+k}. و هي معرفة بالصيغة {\displaystyle {n \choose i,j,k}={\frac {n!}{i!j!k!}}} و نجدها في الحالات التالية:
- في الجبر.
- في التعداد.
- في الإحصاء.

### العلاقة بين المعاملات الثلاثية وهرم باسكال
{\displaystyle {n \choose i,j,k}={n-1 \choose i-1,j,k}+{n-1 \choose i,j-1,k}+{n-1 \choose i,j,k-1}}، و هو صحيح لكل مثلوث {\displaystyle (i,j,k)} من الأعداد الصحيحة الطبيعية حيث {\displaystyle n=i+j+k}.
تظل هذه القاعدة صحيحة في الحالاتi ، j أو k يساوي 0، بشرط أن يكون :{\displaystyle {n' \choose i',j',k'}=0} إذا كان {\displaystyle i'\leq -1} أو {\displaystyle j'\leq -1} أو {\displaystyle k'\leq -1} و {\displaystyle n'=i'+j'+k'\geq 0}.

#### البرهان
{\displaystyle {n-1 \choose i-1,j,k}+{n-1 \choose i,j-1,k}+{n-1 \choose i,j,k-1}={\frac {(n-1)!}{(i-1)!j!k!}}+{\frac {(n-1)!}{i!(j-1)!k!}}+{\frac {(n-1)!}{i!j!(k-1)!}}}
لهذه الغاية نعمل بالقيمة !(n-1)، ثم نوحد مقامات الحدود الثلاثة بملاحظة أن {\displaystyle {\frac {1}{(i-1)!}}={\frac {i}{i!}}}، وبالتالي فإن المقام المشترك هو {\displaystyle i!j!k!}
وهكذا : {\displaystyle {n-1 \choose i-1,j,k}+{n-1 \choose i,j-1,k}+{n-1 \choose i,j,k-1}={\frac {(n-1)!}{i!j!k!}}\left(i+j+k\right)}
و الحال أن {\displaystyle n=i+j+k} و {\displaystyle (n-1)!n=n!} و بالتالي :{\displaystyle {n-1 \choose i-1,j,k}+{n-1 \choose i,j-1,k}+{n-1 \choose i,j,k-1}={\frac {n!}{i!j!k!}}={n \choose i,j,k}}

## وصلات خارجية
- (بالإنجليزية) Beyond Flatland: Geometry for the 21st Century. PART I: Pascal's Tetrahedron
- (بالإنجليزية) Pascal's Simplices exposés sur le triangle de Pascal, la pyramide de Pascal, et davantage.